# Chim chuột mũ xanh
Chim chuột mũ xanh, tên khoa học Urocolius macrourus, là một loài chim trong họ Coliidae.

## Hình ảnh

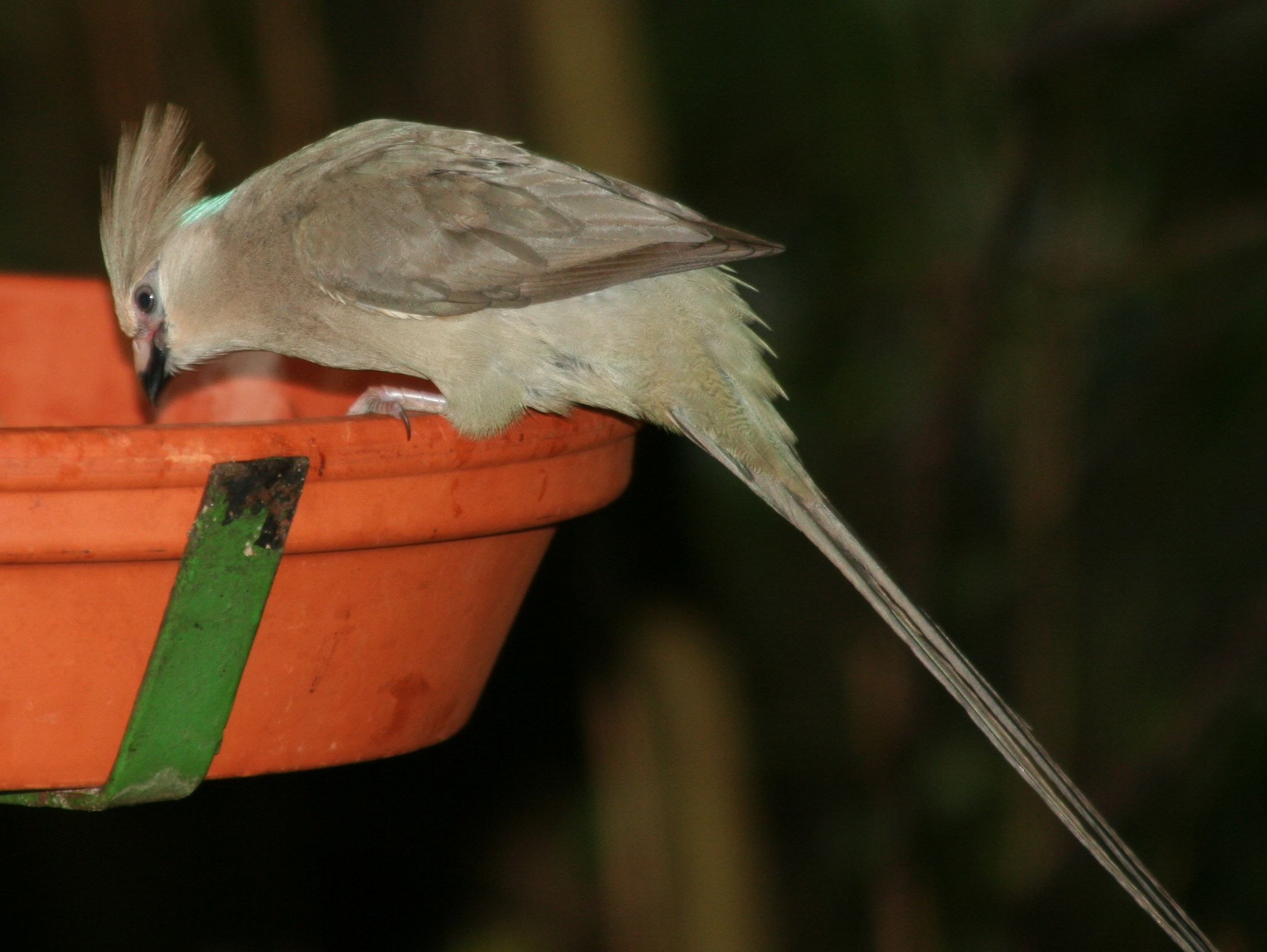
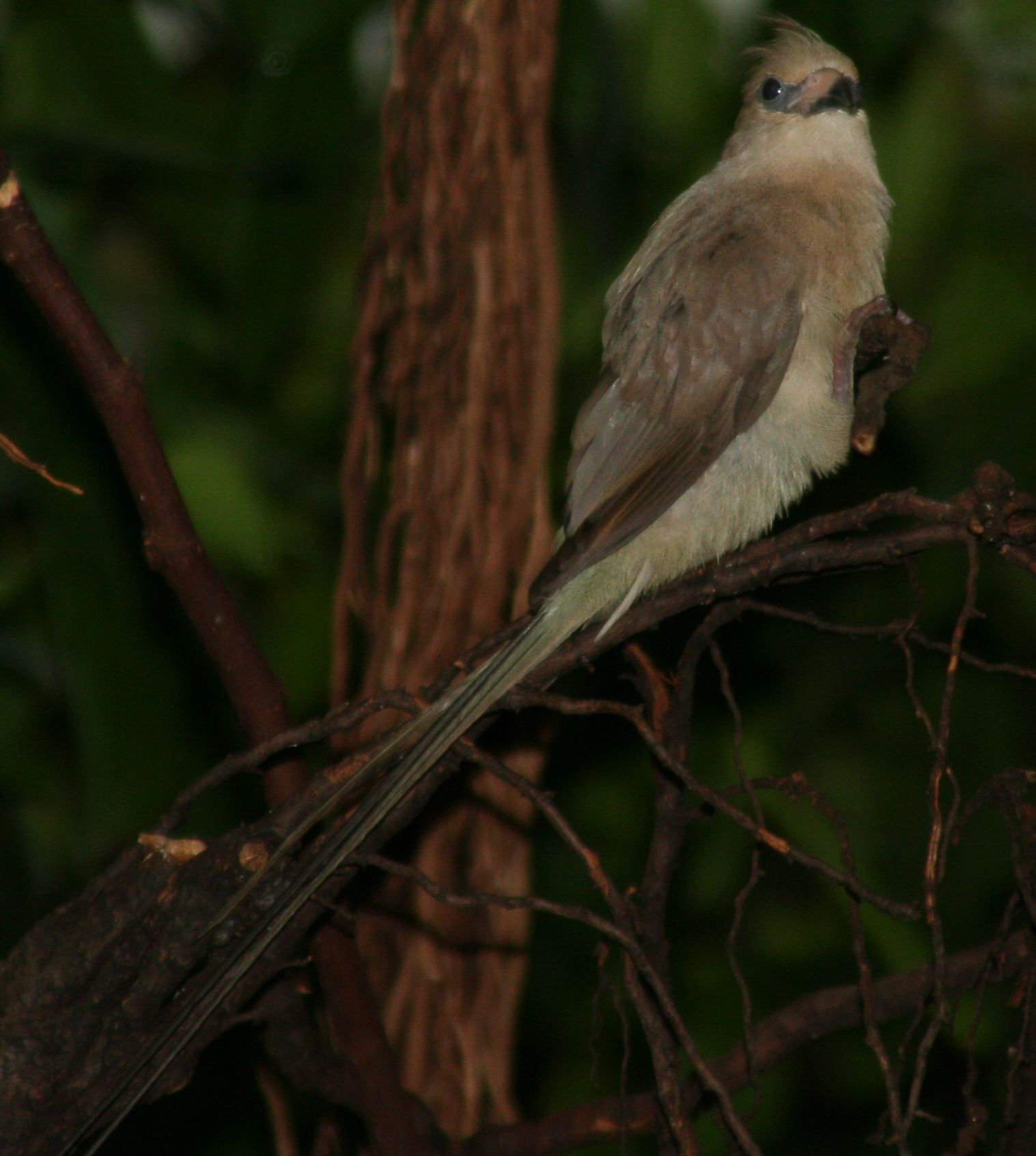
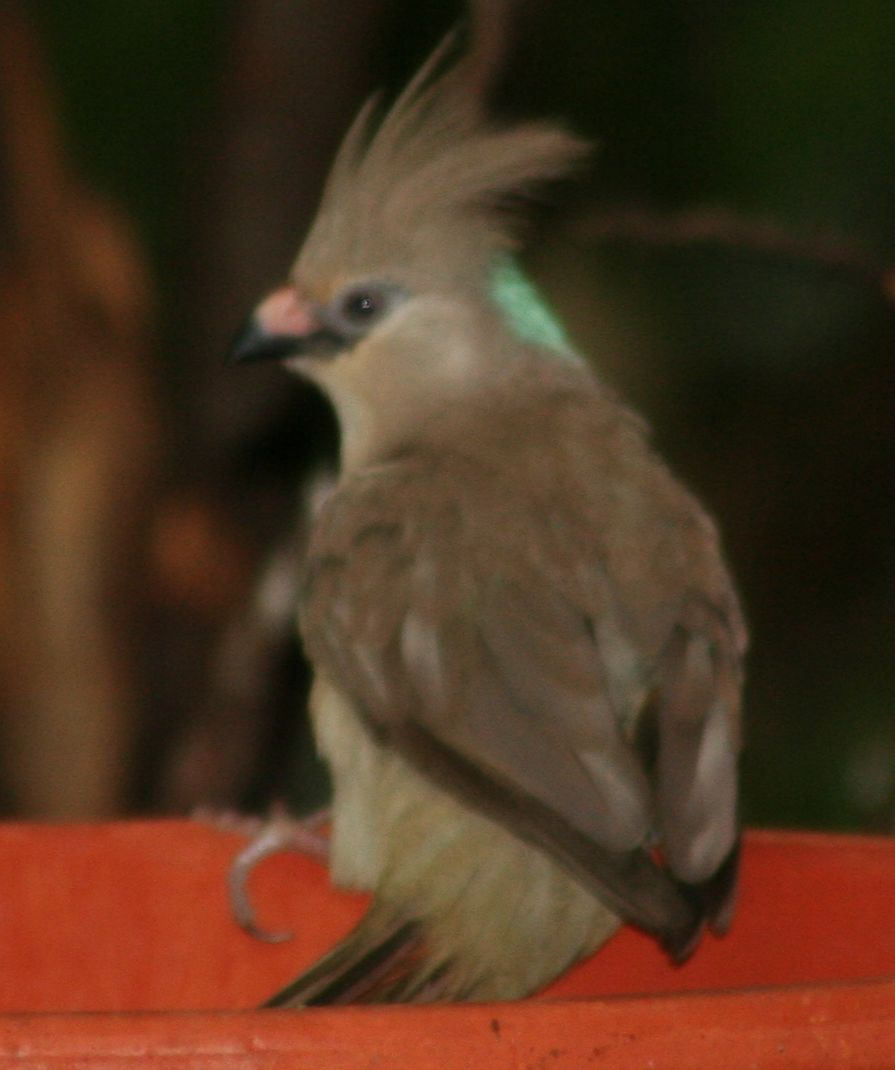
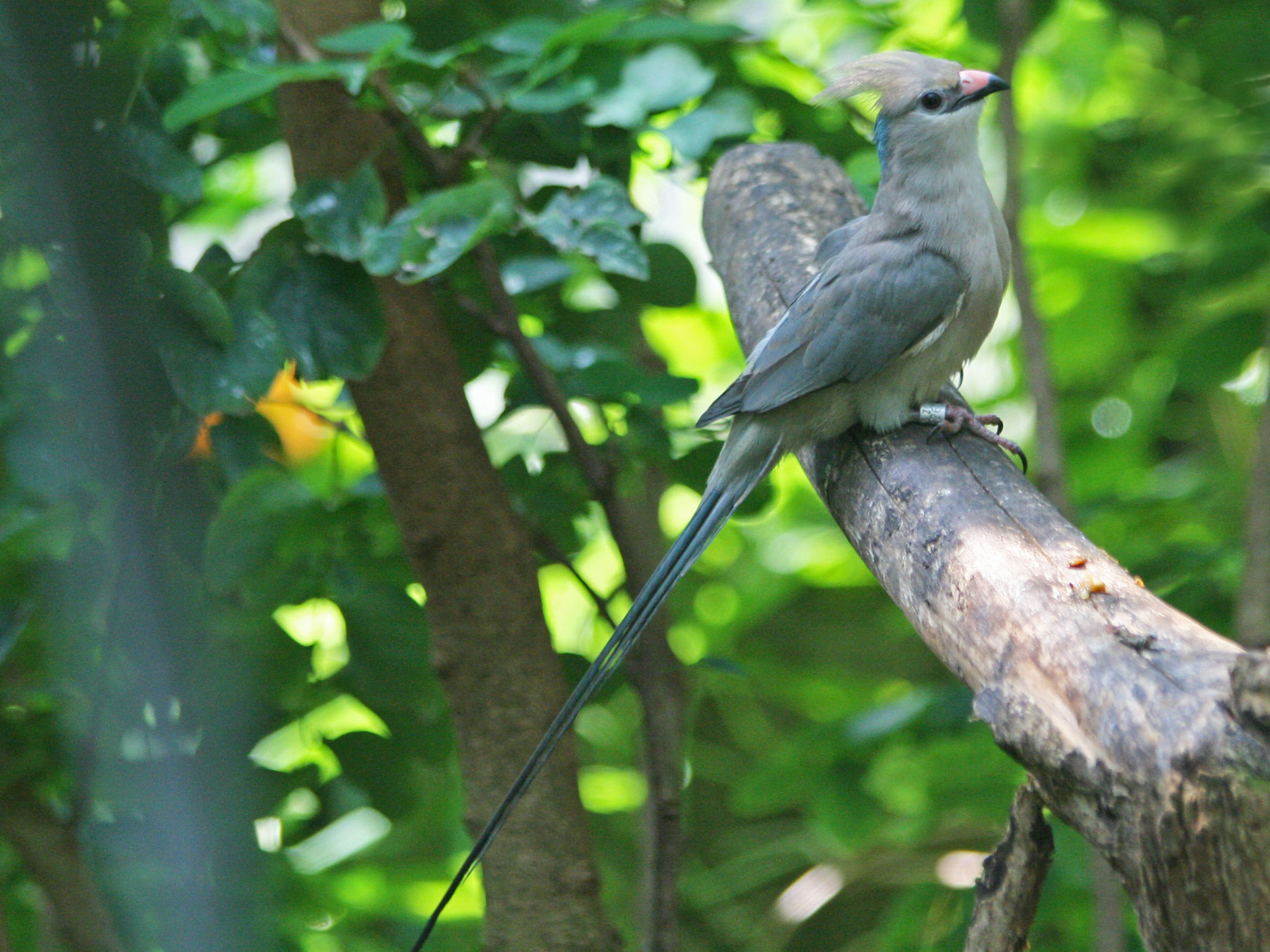